# Villedieu (Cantal)
Villedieu (okzitanisch Biradiou) ist eine französische Gemeinde mit 544 Einwohnern (Stand 1. Januar 2022) im Département Cantal in der Region Auvergne-Rhône-Alpes (vor 2016 Auvergne). Sie gehört zum Kanton Saint-Flour-2 im Arrondissement Saint-Flour. Die Einwohner werden Villadéens genannt.

## Lage
Villedieu liegt etwa 55 Kilometer ostnordöstlich von Aurillac.
Nachbargemeinden sind Roffiac im Nordwesten und Norden, Saint-Flour im Norden und Osten, Alleuze im Südosten, Neuvéglise-sur-Truyère im Süden und Südwesten, Les Ternes im Westen sowie Tanavelle im Nordwesten.

## Bevölkerungsentwicklung
| Jahr                       | 1962 | 1968 | 1975 | 1982 | 1990 | 1999 | 2006 | 2011 | 2019 |
| -------------------------- | ---- | ---- | ---- | ---- | ---- | ---- | ---- | ---- | ---- |
| Einwohner                  | 416  | 413  | 405  | 463  | 501  | 515  | 529  | 527  | 562  |
| Quellen: Cassini und INSEE |      |      |      |      |      |      |      |      |      |

## Sehenswürdigkeiten
- Tombe du Capitaine („Kapitänsgrab“), Dolmen
- Kirche Notre-Dame-de-la-Nativité, seit 1840 Monument historique

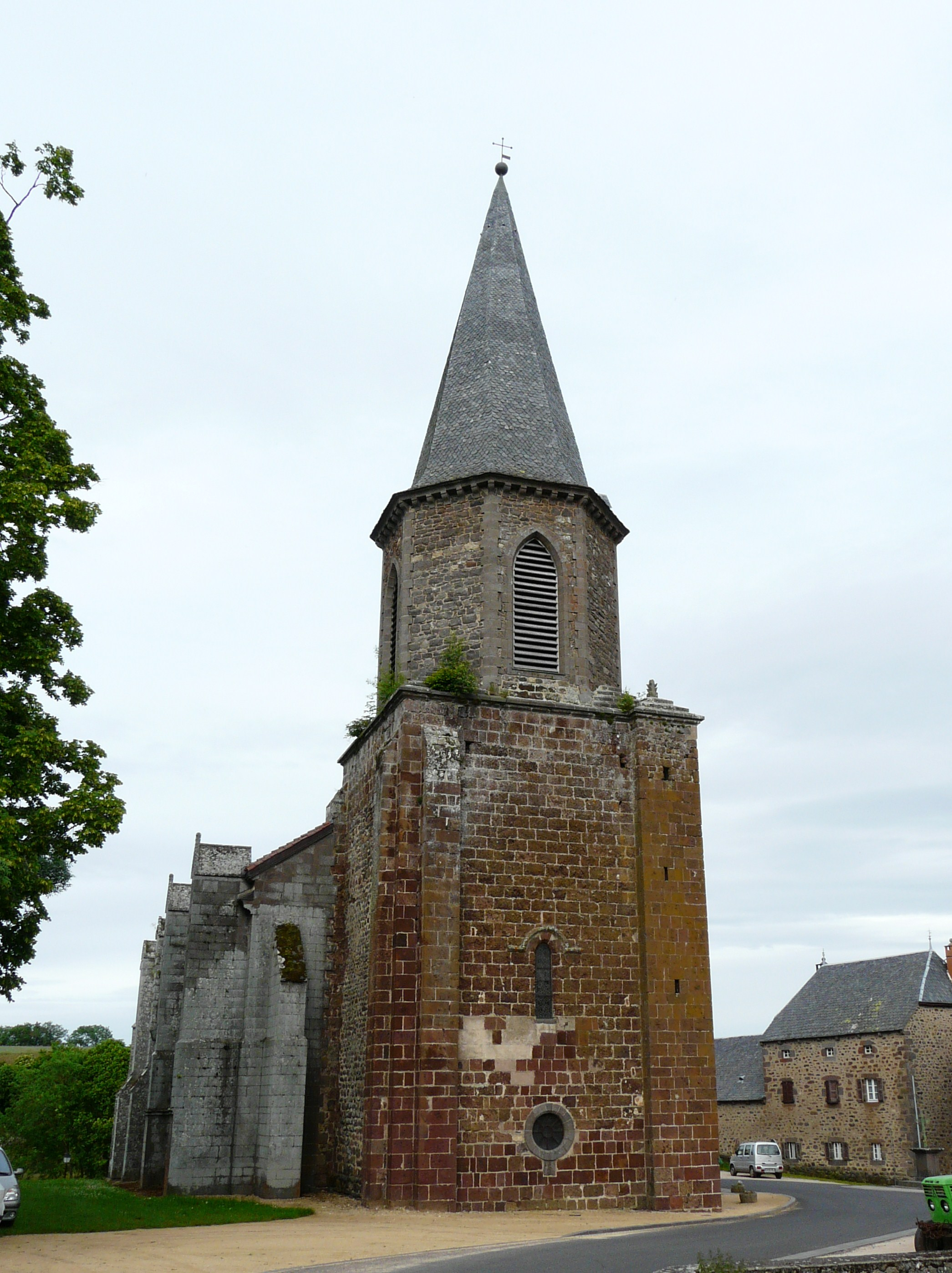
Kirche Notre-Dame-de-la-Nativité
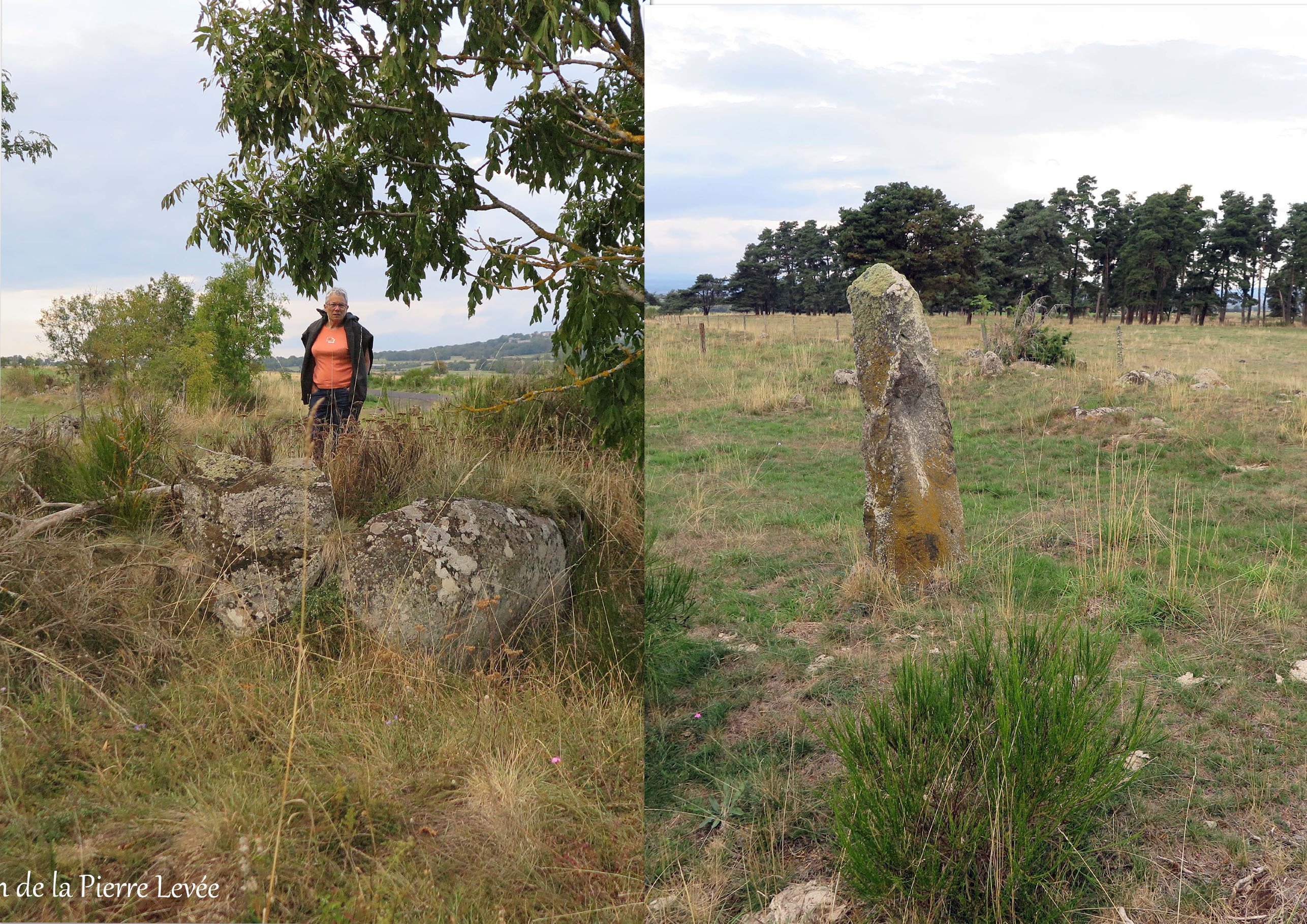
Dolmen links und Menhir Pierre levée rechts
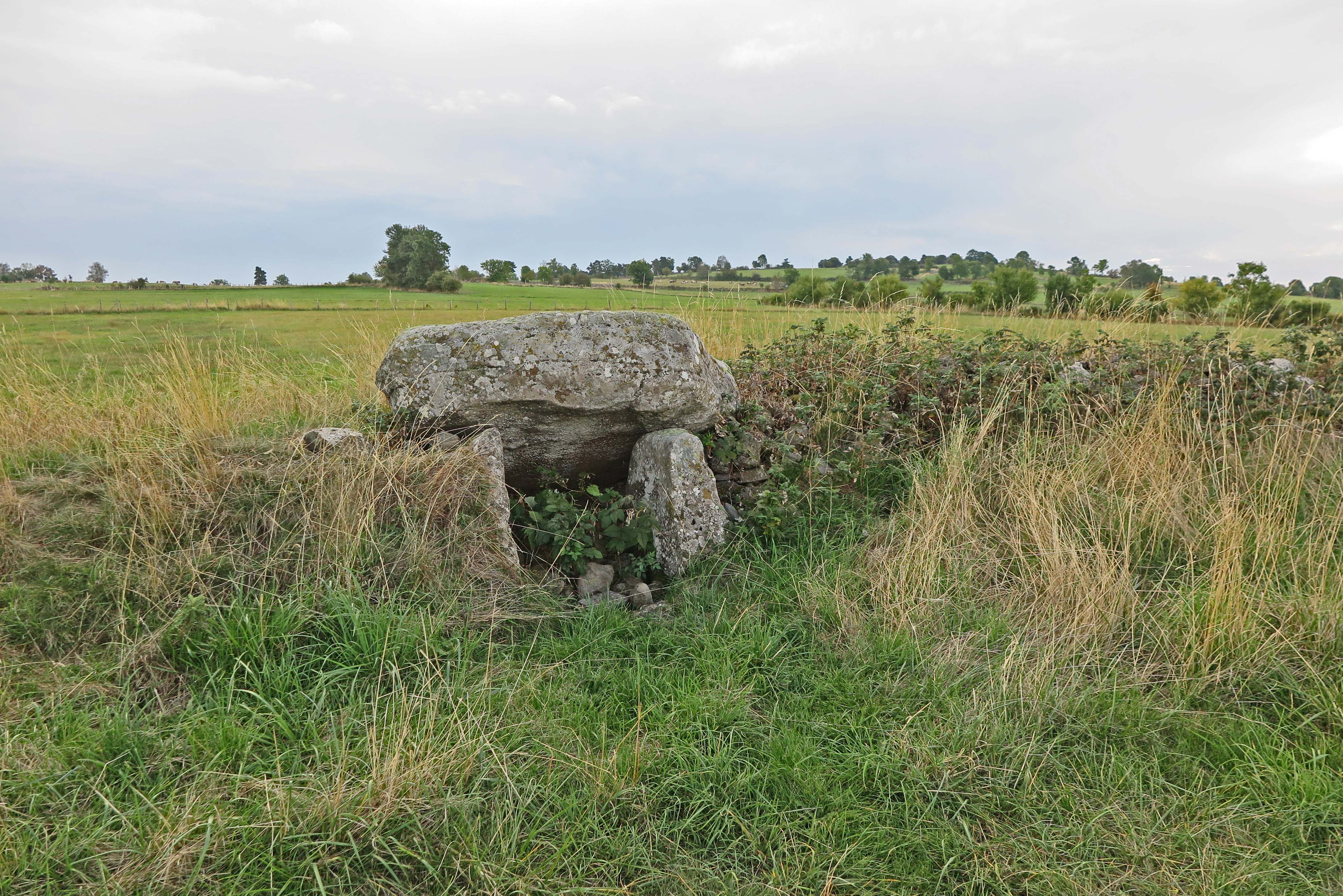
Tombe du Capitaine
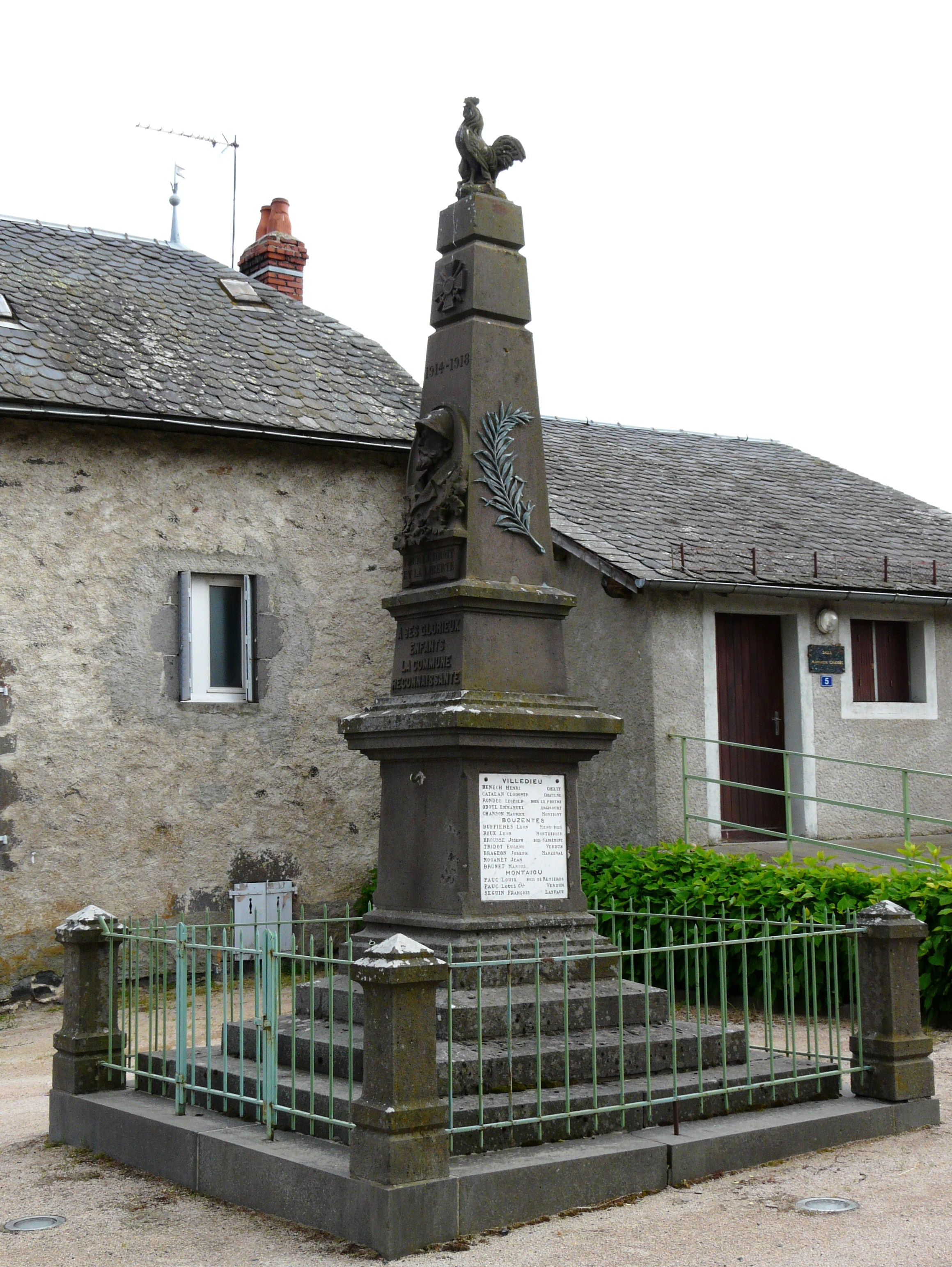
Gefallenendenkmal